# Andijski jezik
Andijski jezik (andi, andii, qwannab, andiy, qandisel; ISO 639-3: ani), jedan od osam andijskih jezika, sjevernokavkaske jezične porodice kojim se služe Andinci iz jugozapadnog Dagestana u Rusiji.
Ima četiri dijalekta munin, rikvani, kvanxidatl i gagatl i 21 800 govornika (2002). Kao književnim jezikom služe se avarskim. Pismo: ćirilica.

## Vanjske poveznice
- Ethnologue (14th)
- Ethnologue (15th)